# 米軍機母子殺傷事件
米軍機母子殺傷事件（べいぐんきぼしさっしょうじけん）は、1957年8月2日に茨城県でアメリカ軍機が日本人親子を死傷させた事件である。ゴードン事件ともいう。
アメリカ側は不可抗力による事故であると主張したが、日本側の地方自治体側は操縦者による悪戯が原因であると主張し真っ向から対立した。また日本側の捜査も日米行政協定の壁に阻まれ挫折したものである。

## 事件の概略
当時茨城県にあったアメリカ軍水戸対地射爆場（現・ひたちなか地区）から離陸したL-22連絡機が上昇せず、滑走路東端から500mはなれた道路を自転車で走行していた親子に機体が接触し、母親（当時63歳）は胴体を切断され即死、息子（当時24歳）も腹部に重傷を負った。
この異常な離陸についてアメリカ軍側は異常高温による熱気流が原因の不可抗力による事故であるとした。しかし、地元ではアメリカ軍のパイロットがわざと低空飛行を行い通行人を驚かしていたことが度々あったと主張し、今回の事件は同様なイタズラをしようとして不幸な結果を招いたとしていた。

## 日本側の反発
このアメリカ軍の見解に対し、地元の那珂湊市（現在のひたちなか市）の市議会は操縦していたジョン・L・ゴードン空軍中尉（当時27歳）の悪戯によるものと断定した抗議文を提出し、茨城県からも連絡機が所属していたジョンソン基地（現在の入間基地）の司令官に対し正確に調査するようにとの要望書が出された。
また茨城県警も中尉を業務上過失致死及び同傷害で水戸地検に書類送検し、任意出頭を中尉に求める事態になった。

## 幕引き
しかし、この事件は8月21日に中尉がアメリカ軍の公務中に起きたものであるとして、日米行政協定により日本側の第一次裁判権が放棄され捜査も終了した。また日本政府が東京調達局を通じて遺族側に432,044円を補償すると通知し、遺族側も了承したとして事態を収拾した。